# علي معزة وإبراهيم (فلم)
علي معزة وإبراهيم، هو فيلم فانتازيا-مصري، من إخراج شريف البندراي، وتأليف أحمد ماهر وإبراهيم بطوط. الفيلم من بطولة أحمد مجدي وعلي صبحي وناهد السباعي وسلوى محمد علي. عرض الفيلم لأول مرة بتاريخ 12 ديسمبر 2016 في مهرجان دبي السينمائي الدولي بدورتة الثالثة عشر. وحاز من خلاله الممثل علي صبحي على جائزة أفضل ممثل. وهو أول فيلم روائي طويل للمخرج شريف النبدراي.

## ملخص القصة
يدور الفيلم حول «علي» شاب في العشرين من عمره يحب معزة ويواجه انتقادات كثيرة وسخرية لاذعة من مجتمعه بسبب ذلك، فتُرغمه أمه على زيارة أحد المعالجين الروحانيين، حيث يلتقي هناك بـ«إبراهيم» الذي يعاني من اكتئاب حاد ويسمع أصواتًا غامضة لا يستطيع فك رموزها. ينطلق علي برفقة إبراهيم ومعزته في رحلة عبر مصر. لمساعدة بعضهم في التغلب على محنتهم وإيجاد أملًا يدفعهما للتمسك بالحياة مرة أخرى.

## طاقم العمل
- أحمد مجدي بدور «إبراهيم».
- علي صبحي بدور «علي معزة».
- ناهد السباعي بدور «نور / صباح».
- سلوى محمد علي بدور «نوسة».
- أسامة أبو العطا بدور «كاماتا».
- صبري فواز بدور «الدجال».
- آسر ياسين بدور «ضابط الكمين».
- جميل برسوم بدور «سيد الخياط».
- حمادة صميدة

## التصوير
صور الفيلم في عدة أماكن في القاهرة. وبلغت مدة التصوير خمسة أسابيع، حيث تم الانتهاء من التصوير في أواخر مارس 2016 في قصر الأمير طاز.

## الدعاية والأعلان

### الملصق الدعائي
طرح الملصق الدعائي الأول للفيلم في نوفمبر 2016 على الصفحة الرسمية للفيلم على موقع فيسبوك، حيث تصدر الملصق صورة معزة وأمامها ميكروفون بجانب اسم العمل «علي معزة وإبراهيم». بعدها تم طرح الملصق الدعائي الثاني للفيلم في 3 فبراير 2017، أما الملصق الدعائي الأخير فقد تم طرحه في 9 فبراير 2017، وتصدر الملصق صورة لبطلي الفيلم مع المعزة والميكروفون.

### الفيديو الدعائي
في 4 ديسمبر 2016، طرحت شركة «فيلم كلينك» المنتجة وشركة «إم أي دي سوليشن» الموزعة، فيديوان دعائين للفيلم على موقع يوتيوب حيث يكشف الإعلانان التشويقييان ملامح أولية لبطلي الفيلم. الإعلان الأول يتكلم عن شخصية «علي» والإعلان الثاني يتكلم عن شخصية «إبراهيم». في حين لم يكشف إي من الإعلانين عن دور «المعزة» التي يحمل إسمها الفيلم. أما الإعلان الرسمي للفيلم فقد صدر في 6 فبراير 2017 على القناة الرسمية للشركة الموزعة على موقع يوتيوب.

### الأغنية الدعائية
تم طرح الأغنية الدعائية لفيلم بعنوان «اللف ف شوارعك» بتاريخ 2 مارس 2017 في الصفحة الرسمية للفيلم على موقع فيسبوك. الأغنية من آداء وتلحين محمد محسن، ومن كلمات الشاعر مصطفى إبراهيم.

## الجوائز والمهرجانات
في سبتمبر 2015 فاز الفيلم بثلاث جوائز مالية من خلال مشاركته في «ورشة فاينال كات فينسيا» ضمن فعاليات مهرجان البندقية السينمائي الدولي 2015. وفي 12 ديسمبر 2016 شارك الفيلم في «مسابقة المهر الطويل» ضمن فعاليات الدورة الثالثة عشر من مهرجان دبي السينمائي الدولي، حيث حصل منها الممثل علي صبحي على جائزة أفضل ممثل. كما عرض الفيلم بتاريخ 15 يناير 2017 في الدورة التاسعة عشر من سوق «موعد مع السينما الفرنسية» (Rendez-Vous with French Cinema in Paris) الذي تشارك فيه شركة «فيلم كلينك» المنتجة للفيلم. وإختارت إدارة مهرجان شرم الشيخ للسينما العربية والأوروبية فيلم «علي معزة وإبراهيم» وفيلم «أخر أيام المدينة» ليمثلا مصر في المسابقة الرسمية للمهرجان.

## الصدور
عرض الفيلم لأول مرة بتاريخ 12 ديسمبر 2016 في مهرجان دبي السينمائي الدولي. أما العرض الخاص فكان في 27 فبراير2017، وصدر الفيلم بتاريخ 1 مارس 2017 في دور العرض السينمائية.

## ردود الفعل
تلقى الفعل مراجعات إيجابية من النقاد، حيث وصف الناقد اللبناني هوفيك حبشيان الفيلم على موقع فيسبوك قائلاً بإنه «لؤلؤة الأفلام العربية في مهرجان دبي السينمائي». كما أشاد الناقد المصري أحمد شوقي بالفيلم على موقع تويتر مغرداً: «علي معزة وإبراهيم لشريف البنداري.. رائع». وإعتبر المدير التنفيذي لشركة «ريد شتار» صفي الدين محمود الفيلم بإنه «صاحب أفضل شريط صوت في تاريخ السينما المصرية». وأشادت الممثلة هند صبري عبر حسابها على موقع إنستغرام بالفيلم قائلة بإنه «فيلم مختلف عن شخصيات مختلفة عن السائد». وكذلك أشادت الممثلة كندة علوش بالفيلم قائلة «الأفكار الحرة هي الأفكار الأكثر جمال وفرادة وكذلك هو علي معزة وإبراهيم غريب جديد شديد الخصوصية مختلف ببساطة وعذوبة وسلاسة». وقال المخرج عمرو سلامة قي مقابلة له بإن فيلم «علي معزة وإبراهيم ممتع ومسلي ومصنوع بحرفنة، وأعتقد أنه سيثير إعجاب الجمهور».

## روابط خارجية
- مقالات تستعمل روابط فنية بلا صلة مع ويكي بيانات